# Pumped Up Kicks
Singles de Foster the People
Helena Beat
(2011) Call It What You Want
(2011)
Pistes de Torches
Call It What You Want
Pumped Up Kicks est une chanson du groupe Foster the People sortie le 14 septembre 2010. Elle est inspirée du massacre de la fusillade de l'école secondaire Columbine, où un membre de la famille d'un membre du groupe a été pris en otage.

## Formats et liste des pistes
| 1. | Pumped Up Kicks                       | 3:58 |
| 2. | Pumped Up Kicks (Chrome Canyon Remix) | 4:49 |

| 1. | Pumped Up Kicks                      | 4:13 |
| 2. | Chin Music for the Unsuspecting Hero | 3:26 |

| 1. | Pumped Up Kicks (A Cappella)   | 4:13 |
| 2. | Pumped Up Kicks (Instrumental) | 4:13 |

## Classements et certifications
| Classement (2011-12)                         | Meilleure position |
| -------------------------------------------- | ------------------ |
| Allemagne (Media Control AG)                 | 9                  |
| Australie (ARIA)                             | 2                  |
| Autriche (Ö3 Austria Top 40)                 | 3                  |
| Belgique (Flandre Ultratop 50 Singles)       | 30                 |
| Belgique (Wallonie Ultratip 50)              | 6                  |
| Canada (Canadian Hot 100)                    | 3                  |
| Canada (Canadian Alternative Chart)          | 1                  |
| Canada (Canadian Rock Chart)                 | 17                 |
| République tchèque                           | 38                 |
| France (SNEP)                                | 10                 |
| Irlande (IRMA)                               | 11                 |
| Pays-Bas (Single Top 100)                    | 35                 |
| Japon (Japan Hot 100)                        | 9                  |
| Nouvelle-Zélande (RMNZ)                      | 6                  |
| Pologne Classement airplay top 5             | 1                  |
| Écosse (OCC)                                 | 18                 |
| Suisse (Schweizer Hitparade)                 | 17                 |
| Royaume-Uni (UK Singles Chart)               | 18                 |
| États-Unis Billboard Hot 100                 | 3                  |
| États-Unis Adult Pop Songs (Billboard)       | 3                  |
| États-Unis Alternative Songs (Billboard)     | 1                  |
| États-Unis Hot Dance Club Songs (Billboard), | 39                 |
| États-Unis Latin Pop Songs (Billboard),      | 38                 |
| États-Unis Pop Songs (Billboard)             | 3                  |
| États-Unis Rock Songs (Billboard)            | 3                  |

| Pays            | Certifications |
| --------------- | -------------- |
| Australie ARIA  | 6× Platine     |
| Autriche (IFPI) | Or             |
| Canada CRIA     | 3 × Platine    |
| Allemagne MCC   | Or             |
| États-Unis RIA  | 3 × Platine    |

| Classement (2011)                        | Position |
| ---------------------------------------- | -------- |
| Australie Classement single              | 23       |
| Autriche Classement single               | 59       |
| États-Unis Billboard Hot 100             | 13       |
| États-Unis Pop Songs (Billboard)         | 24       |
| États-Unis Adult Pop Songs (Billboard)   | 23       |
| États-Unis Rock Songs (Billboard)        | 4        |
| États-Unis Alternative Songs (Billboard) | 1        |

## Historique de sortie
| Pays            | Date              | Format                   | Label            |
| --------------- | ----------------- | ------------------------ | ---------------- |
| États-Unis      | 14 septembre 2010 | Vinyl                    | Columbia Records |
| Grande-Bretagne | 19 juin 2011      | Téléchargement numérique | Columbia Records |